# Чапала (Болнисский муниципалитет)
Чапала (груз. ჭაპალა, азерб. Qoçulu) — село Болнисского муниципалитета, края Квемо-Картли республики Грузия со 100%-ным азербайджанским населением. Находится в юго-восточной части Грузии, на территории исторической области Борчалы.

## История
В 1990—1991 годах, в результате изменения руководством Грузии исторических топонимов населённых пунктов этнических меньшинств в регионе, название села Гочулу («азерб. Qoçulu») было изменено на его нынешнее название — Чапала.

## География

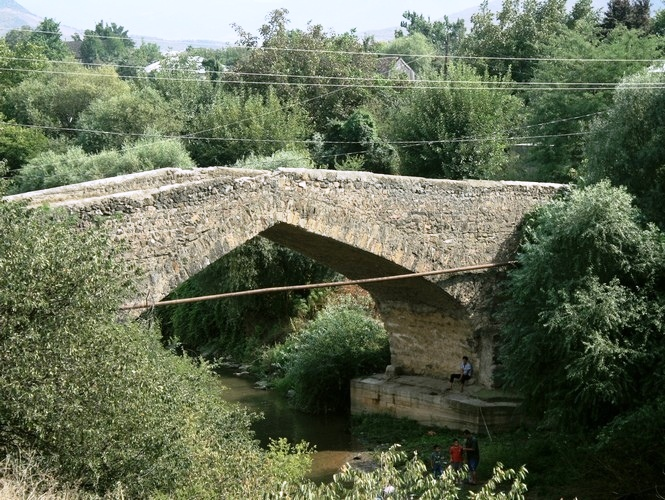
Каменный мост через реку Машавера в селе

Село находится на правом берегу реки Машавера, в 11 км от районного центра Болниси, на высоте 480 метров от уровня моря. Над деревней возвышается крепость «Гочулу», построенная в средние века, которую местные жители также называют «Гыз Галасы» (с азерб. — «Девичья Башня»), «Джавалашам Галасы» или «Короглу Галасы» (с азерб. — «Крепость Короглу»). Внутри крепости были обнаружены старинные бани, глиняная посуда, предметы украшения и глиняная посуда с надписями сур священного Корана на арабском языке, которые датируются X-XI веками. Над рекой, протекающей возле села, стоит мост «Əyri körpü», что в переводе с азербайджанского языка на русский, означает «Кривой мост».
Граничит с городом Болниси, селами Самтредо, Мцкнети, Саванети, Рачисубани, Мухрана, Хидискури, Хатиссопели, Ванати, Талавери, Мамхути, Нахидури, Цуртави Болнисского Муниципалитета.

## Население
По данным Государственного статистического комитета Грузии, согласно официальной переписи 2002 года, численность населения села Чапала составляет 1623 человека и на 100 % состоит из азербайджанцев.

## Экономика
Население в основном занимается овцеводством, скотоводством и овощеводством.
В 2011 году, в рамках «Программы развития деревень 2011», Муниципалитетом Болниси была построена и сдана в эксплуатацию дорога Чапала — Саванети — Талавери.
18 августа 2011 года спикер парламента Грузии Давид Баркадзе, в рамках визита в Болнисский район вместе с губернатором края Квемо-Картли Давидом Киркитадзе, принял участие в открытии новой 8-километровой трассы, соединяющей село Чапала с селом Талавери.

## Социальная сфера
- Средняя школа имени Мамеда Иса оглы Чырагова[12]
- Больница[13]